# Gregorio Yudego
Gregorio Yudego (Burgos, c. 1760 - Vitoria, 4 de octubre de 1824) fue un compositor y maestro de capilla español.

## Vida
Nació probablemente en Burgos hacia 1760, donde ingresó en fecha desconocida cómo infante del coro en la capilla de música de la Catedral de Burgos. Allí estudiaría con los maestros de capilla Francisco Hernández Illana y Antonio Abadía y probablemente también con el organista José López Jordán, que fue maestro de capilla interino y maestro de seises durante muchos años. El 6 de julio de 1781 solicitó licencia para trasladarse a Villanueva de Argaño, donde había conseguido una ración, por lo que ya debía ser sacerdote. Regresó a Burgos en fecha desconocida, solicitando permanecer en el coro «para seguir estudiando».
En marzo de 1788 ganó las oposiciones al magisterio de la Soledad de Madrid. Tres años más tarde, en marzo de 1791, fallecería el maestro de capilla de la Catedral de Burgos, el aragonés Antonio Abadía, por lo que el magisterio quedaba vacante. Las oposiciones fueron a distancia y se presentaron 10 candidatos: Gregorio Yudego, Antonio Puerta, Nicolás Zabala, Francisco Javier Huerta, Joaquín Acuña, Juan Prenafeta, Manuel Corao, José Morata y Bernardino de Chevarría. El cargo sería para Yudego, que fue elegido por el cabildo el 10 de febrero de 1792 por unanimidad. El maestro, que seguía en Madrid, agradeció la decisión al cabildo y el 27 de febrero tomaba posesión del cargo, lo que conllevaba el título de canónigo.
El magisterio de Yudego fue de los más difíciles, pero por circunstancias externas: en 1808 las tropas de Napoleón invadían España e introdujeron un nuevo régimen anticlerical, que redujo, cuando no hizo desaparecer a la mayoría del estamento clerical. En su trabajo no tuvo dificultades con el cabildo, aunque siempre tuvo mala salud, por lo que apenas permaneció diez años en Burgos. El 18 de enero de 1813 ya se informaba que el maestro estaba «viejo y achacoso», por lo que solicitaba a menudo permiso para tomar las aguas en balnearios de las Vascongadas. Los permisos, a menudo largos y que a veces se continuaban sin pausa, llegaron hasta el 21 de mayo de 1821, cuando se informó al cabildo de que el maestro había sufrido una parálisis. El 19 de enero de 1824 el cabildo constataba «la notoria imposibilidad» del maestro y finalmente el 4 de octubre de 1824 el maestro fallecería «de un accidente apoplético» en uno de esos viajes, cuando se encontraba en Vitoria.

## Obra
Gregorio Yudego no compuso una gran cantidad de obras, en vista de sus enfermedades, pero se han conservado la mayoría. En su mayoría las compuso antes de 1801 y después de 1813 solo compuso dos grupos de dos responsorios de Navidad. Estos responsorios fueron muy sencillos, en consonancia con las posibilidades de la capilla, que había quedado en mínimos tras la Guerra de la Independencia.
Yudego es claramente un compositor clásico, con una unidad temática y conceptual notable. La totalidad de sus composiciones son de temática religiosa e incluyen una misa, tres antífonas, dos himnos, tres lamentaciones, siete responsorios, dos salmos, y numerosos villancicos en español.